# The Evil of the Daleks
A The Evil of the Daleks a Doctor Who sorozat harminchatodik része, amit 1967 május 20-a és július 1-je között vetítettek hét epizódban. Ebben a részben jelent meg először Deborah Watling mint Victoria Waterfield.
Az eredeti tervek szerint ez lett volna az utolsó olyan rész amiben szerepeltek Dalekok, de végül a '72-s évadnyitó történetben (Day of the Daleks) jelentek meg ismét rendszeresen. Ez lett a legjobb Dalek-s rész a sorozat 30. évfordulóján tartott szavazáson. Valamint ebben a részben jelent meg először a Dalek császár, aki később az új sorozatban is megjelent (Bad Wolf/The Parting of the Ways)

## Történet
Ellopják a Tardis-t. A nyomok egy régiségkereskedőhöz vezetnek. A kereskedő egy társával együtt időgép kísérleteket végzett 1867-n, ami felkeltette a dalekok érdeklődését.

## Epizódok listája
| Epizód száma | Bemutató napja  | Hossza | Nézők száma (millió) | Formátum                     |
| ------------ | --------------- | ------ | -------------------- | ---------------------------- |
| 1            | 1967 május 20.  | 24:07  | 8,1                  | Csak képek és/vagy töredékek |
| 2            | 1967 május 27.  | 25:13  | 7,5                  | 16 mm t/r                    |
| 3            | 1967 június 3.  | 24:24  | 6,1                  | Csak képek és/vagy töredékek |
| 4            | 1967 június 10. | 24:43  | 5,3                  | Csak képek és/vagy töredékek |
| 5            | 1967 június 17. | 25:53  | 5,1                  | Csak képek és/vagy töredékek |
| 6            | 1967 június 24. | 24:48  | 6,8                  | Csak képek és/vagy töredékek |
| 7            | 1967 július 1.  | 24:33  | 6,1                  | Csak képek és/vagy töredékek |

## Színdarab
2006-n a BBC és Terry Nation jogainak örököseinek engedélyével jótékonyság készítettek egy színdarabot. Írta Nick Scovell, aki itt a Doktort játszotta. A dalekek hangjait Rob Thrush adta, és a háttérzenéről Martin Johnson gondoskodott. Ezt a New Theatre Royal-n mutatták be 2006. október 28.-n, és öt estén át játszották el. Az összegyűjtött adomány 15000 font volt, amit a színház felújítására költöttek, s 550 fontot pedig Children in Need programban szereztek össze vele.

## Könyvkiadás
A könyvváltozatát 1993 augusztusában adták ki. Ez volt az utolsó olyan Doctor Who könyv ami televíziós rész alapján készült (első kiadásban).

## Otthoni kiadás
- VHS-n az egyetlen meglevő részt a Daleks: The Early Years kazettán adták ki.
- DVD-n 2004 novemberében adták ki a Lost in Time dobozban.

### Fordítás
- Ez a szócikk részben vagy egészben  a   The Evil of the Daleks című angol Wikipédia-szócikk fordításán alapul.  Az eredeti cikk szerkesztőit annak laptörténete sorolja fel. Ez a jelzés csupán a megfogalmazás eredetét és a szerzői jogokat jelzi, nem szolgál a cikkben szereplő információk forrásmegjelöléseként.